# Elisabeth Tombrock

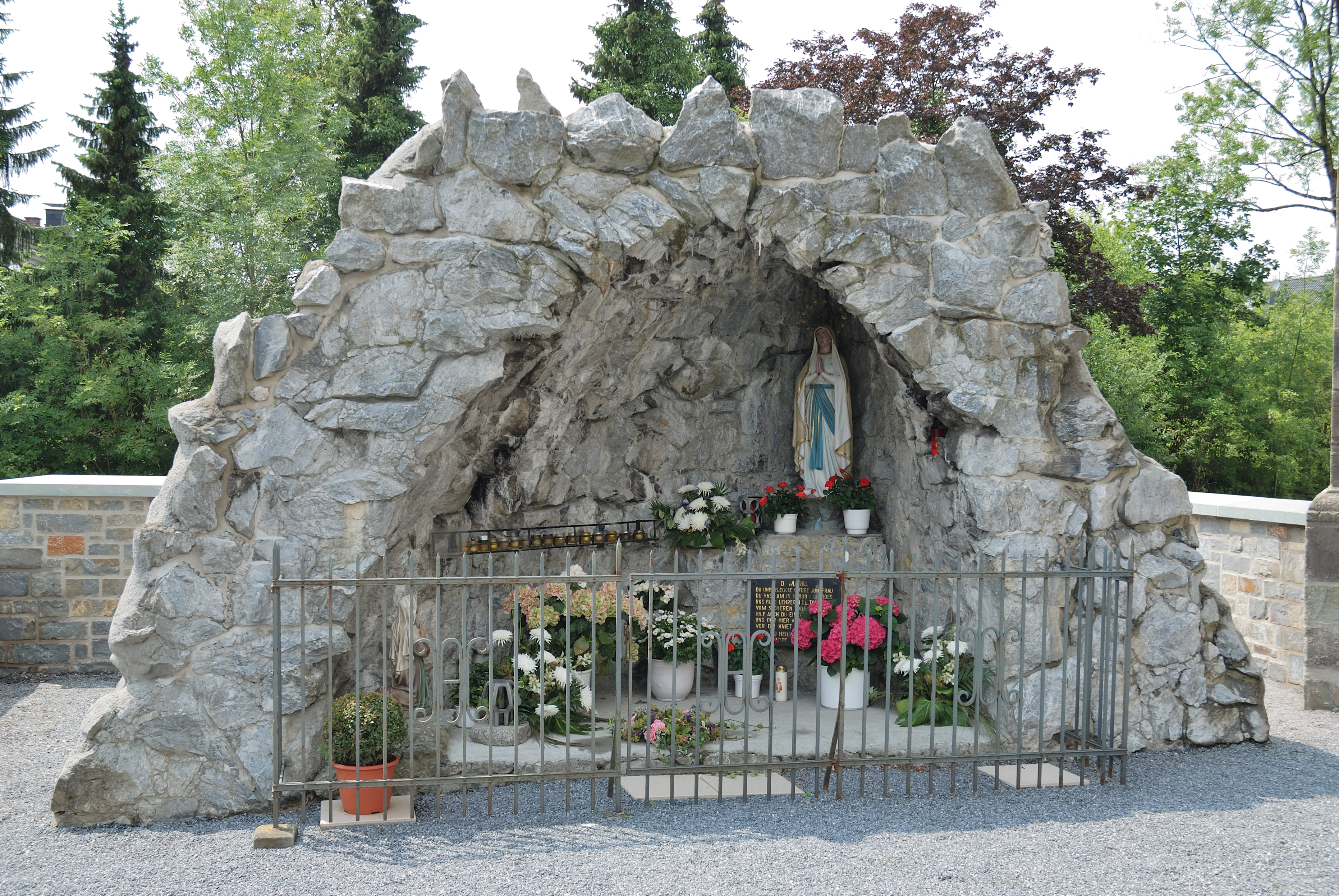
Lourdesgrotte an der Mülheimer Pfarrkirche

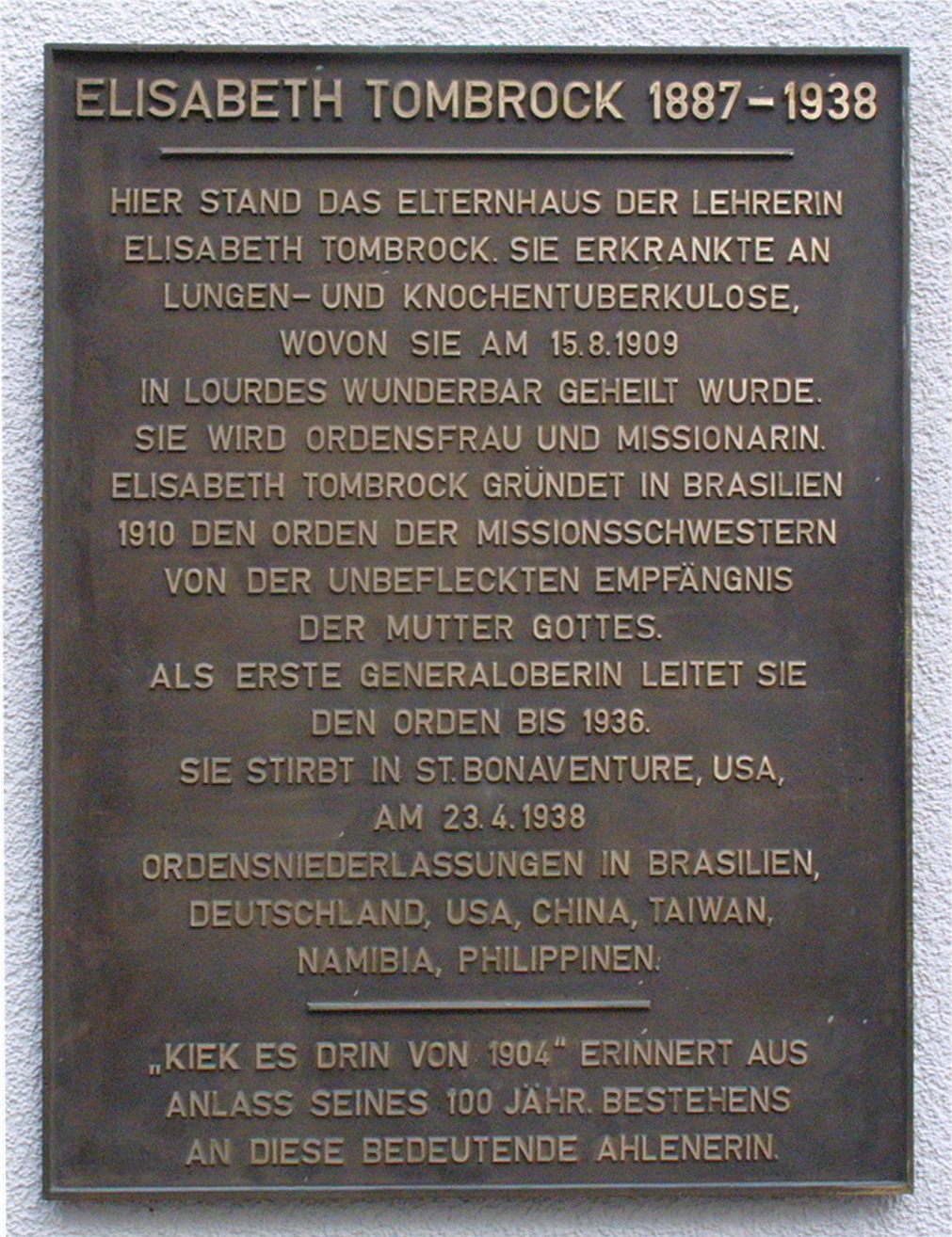
Gedenktafel am Tombrock-Haus in Ahlen

Elisabeth Tombrock (* 14. November 1887 in Ahlen; † 23. April 1938 in St. Bonaventure, New York, USA) war die Gründerin eines Ordens.

## Leben
Elisabeth Tombrock wurde 1887 in Ahlen als Tochter eines Bäckers, Kolonialwarenhändlers und Brauereibesitzers geboren, der gleichzeitig eine Gastwirtschaft führte. Sie studierte Pädagogik und wurde Lehrerin in Mülheim an der Möhne.
Am 15. August 1909 wurde sie in Lourdes, nachdem sie zuvor an Lungen- und Knochentuberkulose erkrankt war, auf wundersame Weise geheilt. Durch diese Heilung bewogen, reiste sie 1910 als Missionarin nach Brasilien. Dort gründete sie zusammen mit dem Bischof und Prälaten von Santarém, Amandus Bahlmann OFM, eine Ordensgemeinschaft mit dem Namen „Missionsclarissen“, der später mit den Missionsschwestern von der Unbefleckten Empfängnis der Mutter Gottes erweitert wurde. Der offizielle Titel ihrer Organisation lautet „Mutter Immaculata“.
Elisabeth Tombrock starb am 23. April 1938 als Oberin ihres Ordens in St. Bonaventure N.Y. (USA).

## Gedenken
Der Ahlener Freundeskreis „Kiek es drin von 1904“ brachte am 14. November 2004 an ihrem Geburtshaus in Ahlens Oststraße 56 eine bronzene Gedenktafel an.
Im Jahr 1934 wurde zur Feier der 25. Wiederkehr des Tages der wundersamen Heilung an der Pfarrkirche St. Margaretha in Sichtigvor bei Warstein eine Lourdesgrotte eingeweiht. Damit entstand eine bis heute gepflegte Tradition, in der die Gemeinde Mülheim das Erinnern an die Heilung der Elisabeth Tombrock mit einer Marienverehrung verbindet.

## Schriften
- Schriften von Sr. Immaculata – Kongregationschronik, 1909–1925;
- Betrachtungen für die monatliche Geisteserneuerung, Münster 1928;
- Eucharistischer Kreuzweg, Münster 1930;
- In Franzisci Tugendschule, Münster 1936;
- Mein Geheimnis dem König 1955;
- In Lourdes geheilt. Erschütternder Erlebnisbericht einer westfälischen Lehrerin, Ried im Innkreis 1955.